# Про всіх на світі
«Про всіх на світі» — радянський анімаційний фільм 1984 року Творчого об'єднання художньої мультиплікації студії Київнаукфільм, режисер — Єфрем Пружанський. Екранізація казки Бориса Заходера. Мультфільм озвучено російською і українською мовами.

## Сюжет
Песик забажав, щоб зникли усі коти, що і здійснилося, але вони виявилися дуже потрібними.

## Над фільмом працювали
- Автор сценарію: Борис Заходер;
- Режисер: Єфрем Пружанський;
- Художник-постановник: Іван Будз;
- Композитор: Олександр Осадчий;
- Оператор: Анатолій Гаврилов;
- Звукооператор: Віктор Щиголь;
- Художники-мультиплікатори: Алла Грачова, Ніна Чурилова, Ельвіра Перетятько, Адольф Педан, Костянтин Чикін, Володимир Врублевський, Н. Устенко, І. Скорупський, Сергій Гізіла, Костянтин Баранов, І. Хара;
- Асистенти: О. Малова, А. Савчук, Віра Боженок (у титрах В. Божинок);
- Монтаж: О. Деряжна;
- Редактор: Л. Пригода;
- Директор картини: Іван Мазепа.

### Ролі озвучили
- Зиновій Гердт (російське озвучення);
- Георгій Кишко (російське озвучення);
- А. Осинська (російське озвучення);

- Борислав Брондуков (українське озвучення);
- Т. Тимошко (українське озвучення);
- Людмила Ігнатенко (російське і українське озвучення);
- Людмила Томашевська (українське озвучення);
- Людмила Логійко (російське і українське озвучення);
- С. Муравицька (російське і українське озвучення);
- Т. Горобець (російське і українське озвучення);
- Дитячий хор клубу Київського станкозаводу (російське і українське озвучення).